# Tabalak
Tabalak ist eine Landgemeinde im Departement Abalak in Niger.

## Geographie

Ein regionaltypisches Haus in Tabalak (Winter 1990/1991)

Vieh am See Mare de Tabalak (Winter 1990/1991)

Tabalak liegt in der nördlichen Sahelzone. Die Nachbargemeinden sind Kao im Nordwesten, Akoubounou im Nordosten, Keita im Süden und Kalfou im Südwesten. Bei den Siedlungen im Gemeindegebiet handelt es sich um 12 Dörfer und 50 Weiler.
Der Hauptort der Landgemeinde ist das Dorf Tabalak. Es liegt auf einer Höhe von 398 m an einem See, der Mare de Tabalak. Die Feuchtgebiete der Mare de Tabalak wurden 2005 zu einem Ramsar-Gebiet erklärt, das 107.100 Hektar umfasst.

## Geschichte
Tabalak war ursprünglich ein kleines Tuareg-Dorf, das während der Dürreperioden in den 1970er Jahren zahlreiche Zuwanderer anzog. Mitte der 1970er wuchs die wirtschaftliche Bedeutung der an der Mare de Tabalak und anderen kleinen Seen betriebenen Fischerei, die bis dahin nur von wenigen zugewanderten Nigerianern und Nigrern vom Fluss Niger betrieben wurde. Die Fischerei ergänzte die Viehzucht, eine traditionelle Domäne der Tuareg, und den vor allem von Hausa praktizierten Ackerbau. Im Jahr 1974 wurde ein Wochenmarkt in Tabalak gegründet. Der überregional bedeutende Handel mit Fischen ging mit einer zunehmenden Verstädterung Tabalaks einher. Im Jahr 2002 wurde im Zuge einer landesweiten Verwaltungsreform in einem zuvor gemeindefreien Gebiet die eigenständige Landgemeinde Tabalak geschaffen.

## Bevölkerung
Bei der Volkszählung 2012 hatte die Landgemeinde 42.520 Einwohner, die in 6691 Haushalten lebten. Bei der Volkszählung 2001 betrug die Einwohnerzahl 12.999 in 2501 Haushalten.
Im Hauptort lebten bei der Volkszählung 2012 7167 Einwohner in 1120 Haushalten, bei der Volkszählung 2001 3406 in 655 Haushalten und bei der Volkszählung 1988 3939 in 702 Haushalten.

## Politik
Der Gemeinderat (conseil municipal) hat 14 gewählte Mitglieder. Mit den Kommunalwahlen 2020 sind die Sitze im Gemeinderat wie folgt verteilt: 7 PNDS-Tarayya, 3 MPR-Jamhuriya, 2 PJP-Génération Doubara, 1 MNSD-Nassara und 1 PNPD-Akal-kassa.
Jeweils ein traditioneller Ortsvorsteher (chef traditionnel) steht an der Spitze von 8 Dörfern in der Gemeinde, darunter dem Hauptort.

## Wirtschaft und Infrastruktur

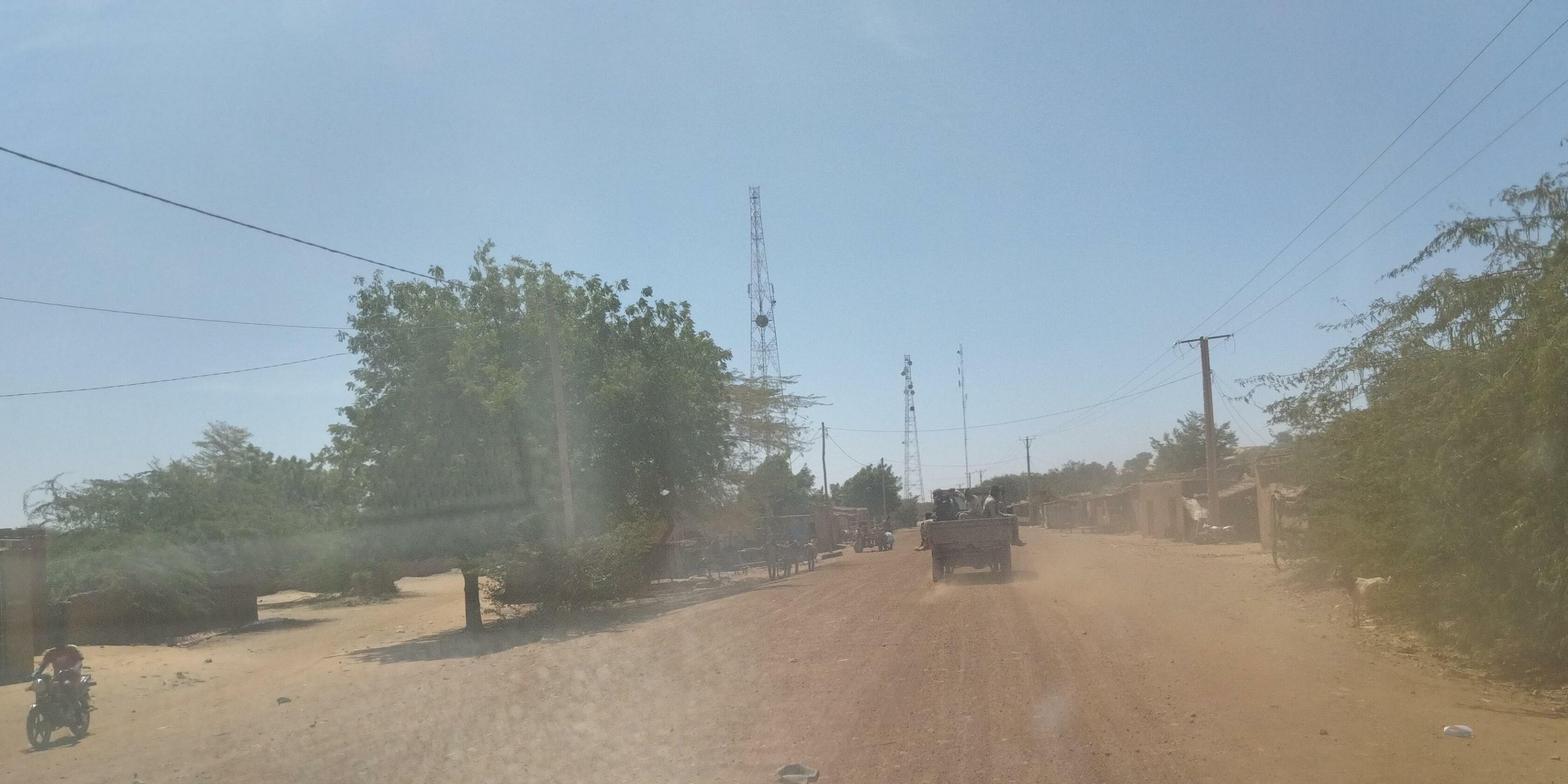
Nationalstraße 25 in Tabalak (2023)

Das staatliche Versorgungszentrum für landwirtschaftliche Betriebsmittel und Materialien (CAIMA) unterhält Verkaufsstellen im Hauptort und im Dorf Kéhéhé. Die Niederschlagsmessstation im Hauptort wurde 1981 in Betrieb genommen.
Gesundheitszentren des Typs Centre de Santé Intégré (CSI) sind im Hauptort sowie in den Siedlungen Kéhéhé, Salam Lékoum und Tourouf vorhanden. Der CEG Tabalak ist eine allgemein bildende Schule der Sekundarstufe des Typs Collège d’Enseignement Général (CEG). Beim Centre de Formation aux Métiers de Tabalak (CFM Tabalak) handelt es sich um ein Berufsausbildungszentrum.
Tabalak liegt an der Nationalstraße 25, die den Ort mit den Regionalhauptstädten Agadez und Tahoua verbindet.